# 香取台
香取台（かとりだい）は茨城県つくば市にある地名。郵便番号は300-2657。

## 概要
つくば市の南西部に位置する。首都圏新都市鉄道つくばエクスプレス万博記念公園駅の北側にあたる地域である。現在、区画整理中で、開発が進んでいる。
現在既に運用されている町名であるが、正式な新町名の効力発生日は、土地区画整理法第103条第4項による換地処分の公告があった翌日と定められている為、区域内の各住所は仮換地街区画地番号となっている。また、丁目も現段階では設定されていない。

## 地名の由来
当地にある｢香取神社｣より。